# Akalabeth: World of Doom
Akalabeth: World of Doom (з англ. Акалабет: світ загибелі) — рольова гра створена у 1979 році Річардом Ґерріотом.